# Epeorus cumulus
Epeorus cumulus is een haft uit de familie Heptageniidae. De wetenschappelijke naam van de soort is voor het eerst geldig gepubliceerd in 1939 door Imanishi.
De soort komt voor in het Palearctisch gebied.